# Plamencový kotel

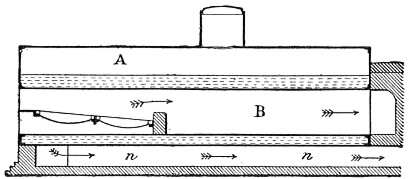
stabilní plamencový kotel v řezu

Plamencový kotel vznikne montáží plamence do vnitřku válcového kotle. V plamenci je obvykle umístěno topeniště.
Plamencový kotel je jedním z prvních významnějších konstrukčních zdokonalení válcového kotle. Vzniká vytvořením válcové dutiny uvnitř kotle. Osa této dutiny je rovnoběžná s osou kotle. Tato dutina se nazývá plamenec. Plamenec buď prochází celou délkou kotle, nebo je připevněn jen k jedné straně kotle a na druhé straně je zakončen trubkovnicí s kouřovými trubkami procházejícími zbytkem délky kotle.
Plamencový kotel zajišťuje podobně jako skříňový kotel prakticky úplné obalení topeniště vodou, a tak minimalizuje tepelné ztráty. Byl velmi oblíbený až do začátku 20. století pro svou výrobní nenáročnost ve srovnání se skříňovým kotlem.

## Počet plamenců
Některé plamencové kotle byly vybaveny více (typicky dvěma) plamenci. Toto řešení se uplatňovalo zvláště u lodních kotlů. Protože konstrukce plamencových kotlů pochází z Anglie, používalo se i označení cornwallský kotel pro kotle s jedním plamencem a lancashirský kotel pro kotel se dvěma plamenci.

Stěna plamence byla často vlnitá, což zvyšovalo výhřevnou plochu a zlepšovalo schopnost přizpůsobení tepelné dilataci kotle.

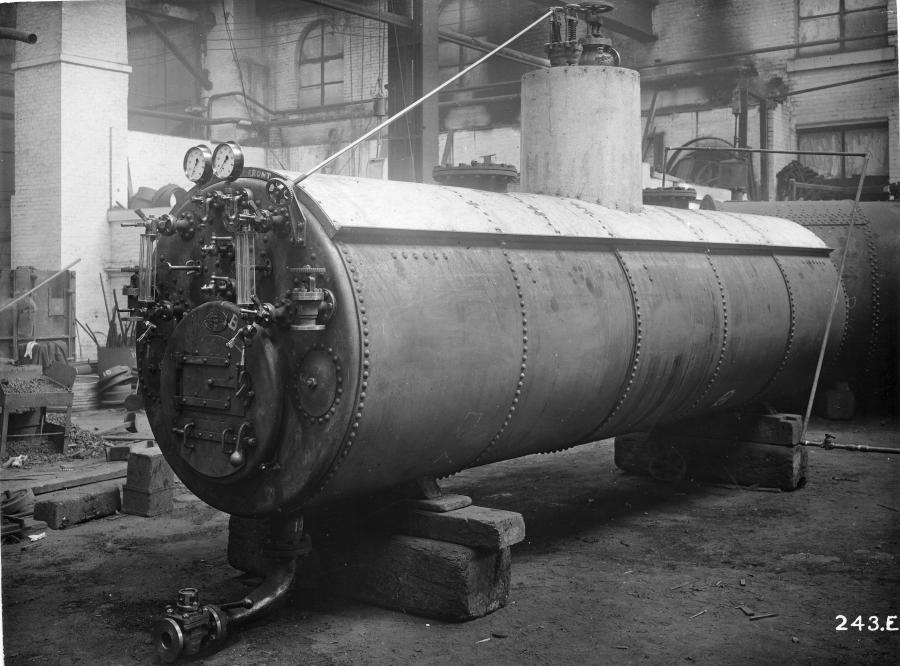
Kotel s jedním plamencem
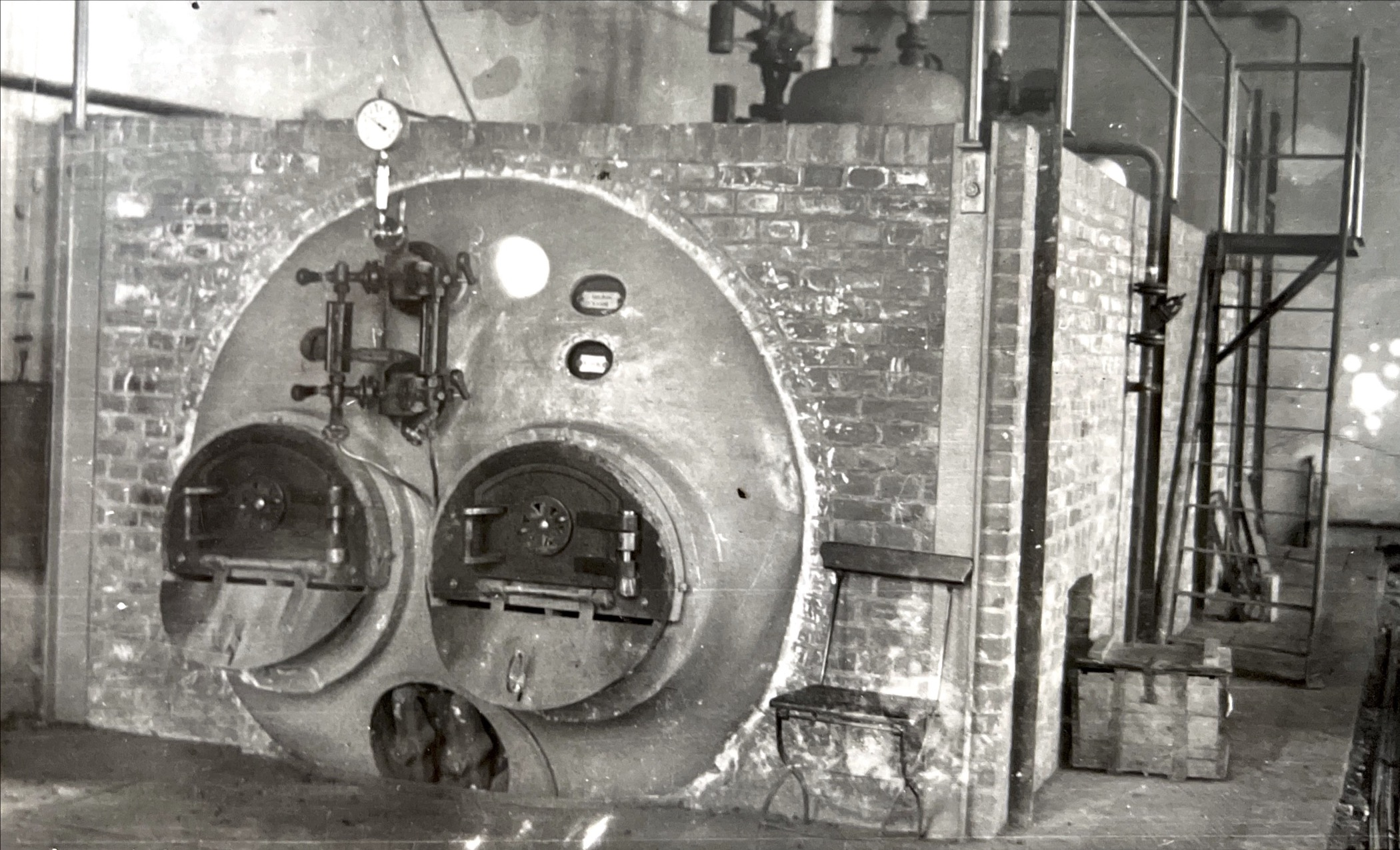
Kotel se dvěma plamenci